# Tankred Sicilský
Tankred Sicilský (italsky Tancredi di Sicilia nebo Tancredi d'Altavilla, sicilsky Tancredi di Lecci, 1138, Lecce – 20. února 1194, Palermo) byl král neapolský a sicilský v letech 1189 až 1194. Byl levobočkem Rogera III., vévody z Apulie, nejstaršího syna krále Rogera II. a dcery hraběte Acharda II. z Lecce. Po dědečkovi zdědil titul „hrabě z Lecce“, a proto je také často zmiňován jako Tankred z Lecce. Současníky byl označován za malého ošklivého bastarda, který vypadal jako opice s korunou na hlavě. Tankred byl vynikající voják, i když jeho štíhlá postava tomu nenasvědčovala. Vysloužil si proto v kronice Petra z Eboli přezdívku „Tancredulus“.

## Král sicilský
9. března 1161 se Tankred spojil se svým strýcem Simonem Tarantským, zaútočili na královský palác a uvěznili krále Viléma I., jeho ženu Markétu, jejich dva syny a vyzvali k masakru muslimů. Původně se měl stát nástupcem krále Viléma I. starší z těchto synů Roger. Brzy však lid podporoval nástupnictví samotného Simona. Dříve než však mohl Simon oficiálně vystoupit jako kandidát, bylo povstání potlačeno. Povstalci byli nuceni propustit zajatce a vrátit se na své hrady. Všem byla udělena milost za podmínky, že odejdou do exilu. Většina vzbouřenců, včetně Tankreda tuto podmínku přijala.
Jakmile však král Vilém roku 1189 zemřel, Tankred se vrátil, převzal kontrolu nad ostrovem a roku 1190 byl korunován králem sicilským. Státní převrat byl podporován kancléřem Matějem z Ajella a úřednickou vrstvou, zatímco většina šlechty zůstala věrna legitimním následníkům, dceři krále Rogera II. Konstancii a jejímu manželu Jindřichovi VI.

## Invaze křižáků

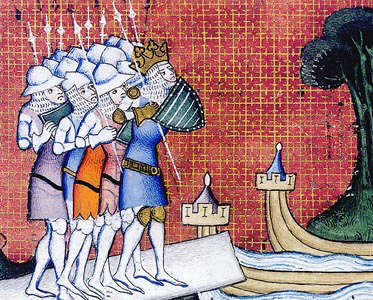
Francouzský král Filip II. na břehu Sicílie (středověká miniatura)

Navzdory široké podpoře Tankredova vláda čelila od samého počátku znepokojivým výzvám. Již v roce 1190 přistál u břehů Sicílie Richard I. Lví srdce se svými křižáky při cestě za osvobozením Svaté země. Richard okamžitě požadoval osvobození své sestry Johany, vdovy po králi Vilémovi II., která byla uvězněna a oloupena o svůj vdovský podíl a Tankred se nechystal ani vyplnit odkaz zemřelého pro Jindřicha II., který měl připadnout po otcově smrti Richardovi. Jednalo se o obrovský zlatý stůl, hedvábný stan a sto galér s výstrojí a proviantem zřejmě pro nadcházející kruciátu. Richard rovněž požadoval, aby Tankred splnil závazky na financování křížové výpravy přijaté jeho předchůdcem. Když Tankred váhal, Richard zabavil klášter a hrad La Bagnara.
Richard se na Sicílii spojil s francouzskou křížovou výpravou vedenou králem Filipem II. Přítomnost dvou cizích armád na ostrově vyvolala značný neklid mezi místními obyvateli. V říjnu vypukly v Messině nepokoje. Richard odpověděl útokem na město, které dobyl 4. října 1190. Poté, co Messina byla vypleněna a vypálena, se Richard rozhodl, že zde vybuduje svou základnu a přečká zimu. Zůstal v Messině až do března 1191, kdy konečně Tankred souhlasil s dohodou. Johana byla osvobozena a obdržela zpět dědictví ve výši věna, které její otec dal zemřelému králi Vilémovi. Naopak oba králové, Richard a Filip, uznali Tankreda jako legitimního vládce Sicílie a vyhlásili závazek míru mezi všemi třemi královstvími. Richard oficiálně prohlásil svého synovce Artura za svého následníka a Tankred slíbil, že některá z jeho dcer se za Artura provdá, jakmile dosáhne vhodného věku (v té době byly Arturovi 4 roky). Po podpisu dohody Richard a Filip konečně opustili Sicílii. Vypráví se, že na rozloučenou Richard věnoval Tankredovi meč, o kterém tvrdil, že jde o Excalibur, meč krále Artuše.

## Štaufské ohrožení

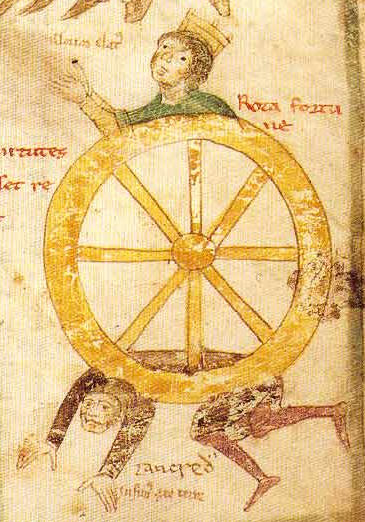
Kolo štěstěny – nahoře Jindřich VI. a dole Tankred

Jakmile Tankred urovnal vztahy s Richardem a Filipem, čelil dalšímu nebezpečí ze severu. V dubnu 1191 byli papežem Celestýn III. v Římě korunováni Jindřich Štaufský a Konstancie Sicilská císařem Svaté říše římské. Konstancie byla pohrobkem sicilského krále Rogera II. a měla tudíž legitimní nárok na sicilský trůn. Jindřich vyrazil v čele značné armády, aby získal ztracené dědictví. Severní města království otevřela Jindřichovi své brány včetně dřívějších držav Capua a Aversa. Salerno, Rogerovo hlavní město na pevnině, poslalo zprávu, že Jindřich bude vítán, a pozvalo Konstancii, aby obývala otcův starý palác za letních veder. Neapol byla prvním městem, kde se Jindřich setkal s odporem. Ve vedrech však velká část armády podlehla malárii a dalším nemocem, takže císař byl nucen na čas tažení přerušit. Kromě toho v Německu vypukla další revolta Jindřicha Lva. Konstancie zůstala s malou posádkou v Salernu jako příslib, že se císař brzy vrátí.
Jakmile Jindřich s větší částí armády odtáhl, města, která doposud dobyl, se přihlásila zpět k Tankredovi obávajíce se jeho pomsty. Obyvatelé Salerna využili příležitosti zavděčit se Tankredovi, Konstancii zajali a dopravili ji k němu do Messiny. Tankred doufal, že pokud navrátí Konstancii Jindřichovi, papež ho legitimizuje jako sicilského krále. Naopak papež doufal, že zajistí-li Konstancii bezpečnou cestu do Říma, bude Jindřich vstřícnější. Stále doufal, že se mu podaří zabránit sjednocení Říše a Království. Císařským vojákům se však podařilo Konstancii osvobodit dříve, než se dostala do Říma a dopravit ji bezpečně přes Alpy. Papež, ani Tankred tak ze zajetí Konstancie nezískali žádnou výhodu.
Jindřich zanechal svá vojska u hranic království. Tankred se snažil získat na svou stranu města poskytováním rozsáhlých privilegií. Rovněž se snažil posílit podporu papeže tím, že se vzdal titulu papežského legáta, který byl dle zvykového práva na Sicílii spojen s královskou funkcí. V letech 1192 a 1193 vedl úspěšná tažení proto baronům v Apulii.
Jeho smrt 20. února 1194 otevřela cestu k vládě na Sicílii rodu Štaufů. Tankredova manželka Sibyla z Acerry se stala regentkou nezletilého syna Viléma. Císař se do Itálie vrátil ještě téhož roku, Neapol se vzdala téměř bez boje a zbytek království brzy následoval. Sybila a loajální Margaritus chystali obranu Palerma, ale obyvatelé města přivítali Jindřicha s nadšením. Tankredova rodina padla do rukou císaře. Viléma s matkou a sestrami nechal Jindřich odvézt na hrad Hohenems, kde byl chlapec pravděpodobně zavražděn. Podle některých byl nejdříve oslepen a vykastrován. Zemřel patrně v Německu v roce 1198 jako poslední normanský král Sicílie.